# Goniothalamus subevenius
Goniothalamus subevenius är en kirimojaväxtart som beskrevs av George King. Goniothalamus subevenius ingår i släktet Goniothalamus och familjen kirimojaväxter. Inga underarter finns listade i Catalogue of Life.